# Callitriche platycarpa
Espèce
Statut de conservation UICN

 LC  : Préoccupation mineure
Callitriche platycarpa est une espèce végétale aquatique de la famille des Plantaginacées.

## Liste des variétés
Selon Tropicos (26 mars 2014) (Attention liste brute contenant possiblement des synonymes) :
- variété Callitriche platycarpa var. elongata Kütz.
- variété Callitriche platycarpa var. latifolia Kütz.
- variété Callitriche platycarpa var. major Kütz.
- variété Callitriche platycarpa var. minor Kütz.
- variété Callitriche platycarpa var. rigidula Kütz.
- variété Callitriche platycarpa var. sterilis Kütz.
- variété Callitriche platycarpa var. undulata Kütz.